# Bernice Mosby
Tyrone Bernice Mosby (14 de febrero de 1984, Avon Park, Florida), es una baloncestista profesional estadounidense. Se desempeña en la posición de Ala-Pívot y su actual equipo es el Perfumerías Avenida, de la Liga Femenina, por el que fichó para la temporada 2015/16. 
Fue elegida en la posición número 8 del Draft de la WNBA en 2007, por Washington Mystics, equipo en el que jugó 3 temporadas. En Liga española 
militó en Gernika KESB, CB Conquero de Huelva y Tintos de Toro Caja Rural de Zamora antes de fichar por el equipo de Salamanca.